# Бразилиа (аэропорт)
Международный аэропорт Бразилиа (порт. Aeroporto Internacional de Brasília) также известен под названием Международный аэропорт Бразилиа имени президента Жуселину Кубичека (Aeroporto Internacional de Brasília — Presidente Juscelino Kubitschek) (Код ИАТА: BSB) — аэропорт, расположенный в регионе Федеральный округ Бразилии к югу от столицы Бразилии — города Бразилиа. Назван в честь прежнего бразильского президента Жуселину Кубичека.
С терминалом, способным к пропускной способности более чем 9 миллионов пассажиров ежегодно, аэропорт Бразилиа — один из самых современных аэропортов Бразилии. На территории аэропорта находятся 136 магазинов.
В 2006 году в аэропорту открыли вторую взлётно-посадочную полосу. В 2009 году пропускная способность аэропорта составила 12 213 825 пассажиров и 162 349 авиаперелётов, тем самым аэропорт занимает 3-е место в списке самых загруженных аэропортов Бразилии, пассажирским движением и авиаперелётами.
Управляется компанией Infraero.

## История

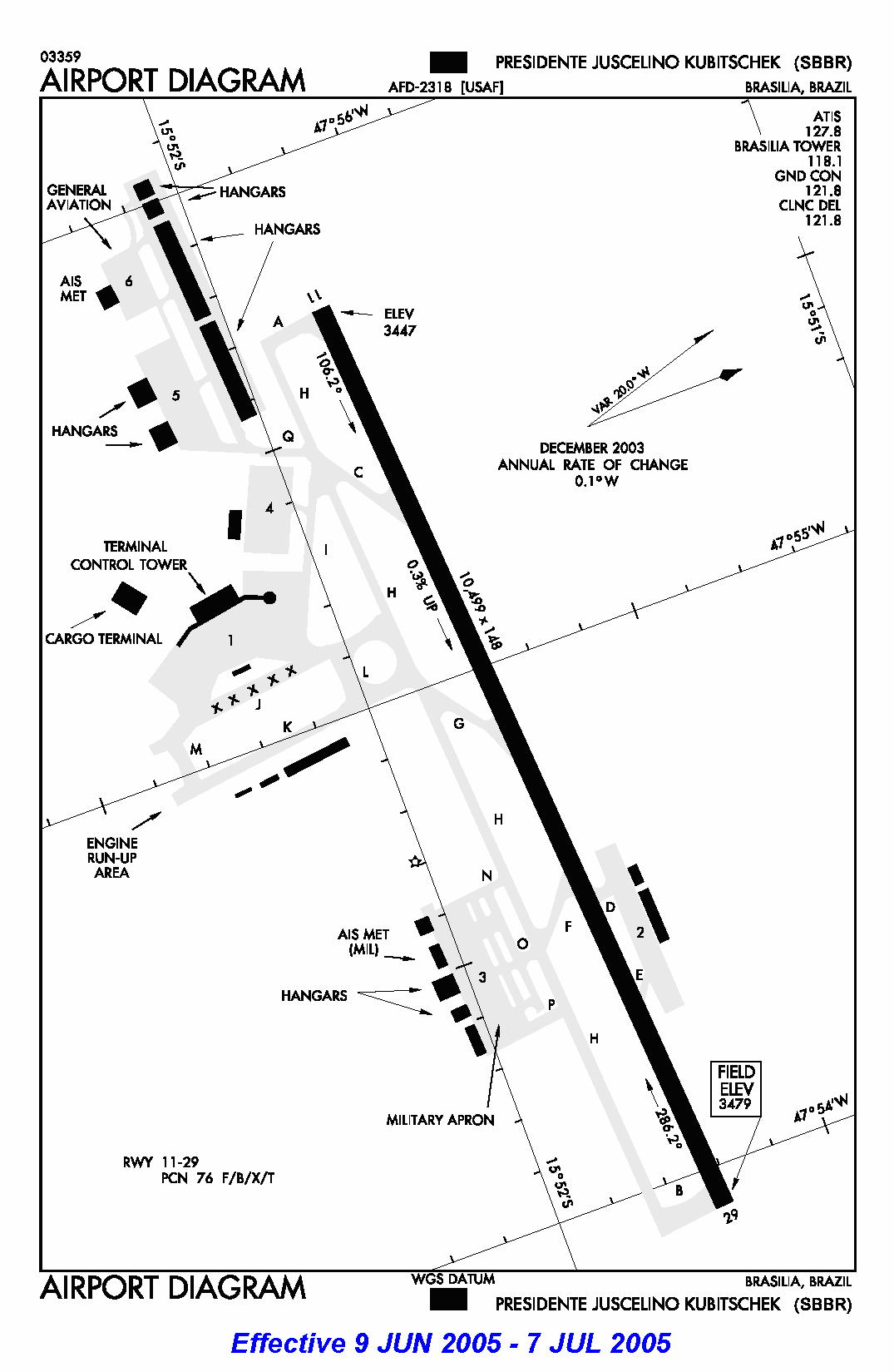
Диаграмма аэропорта Бразилиа

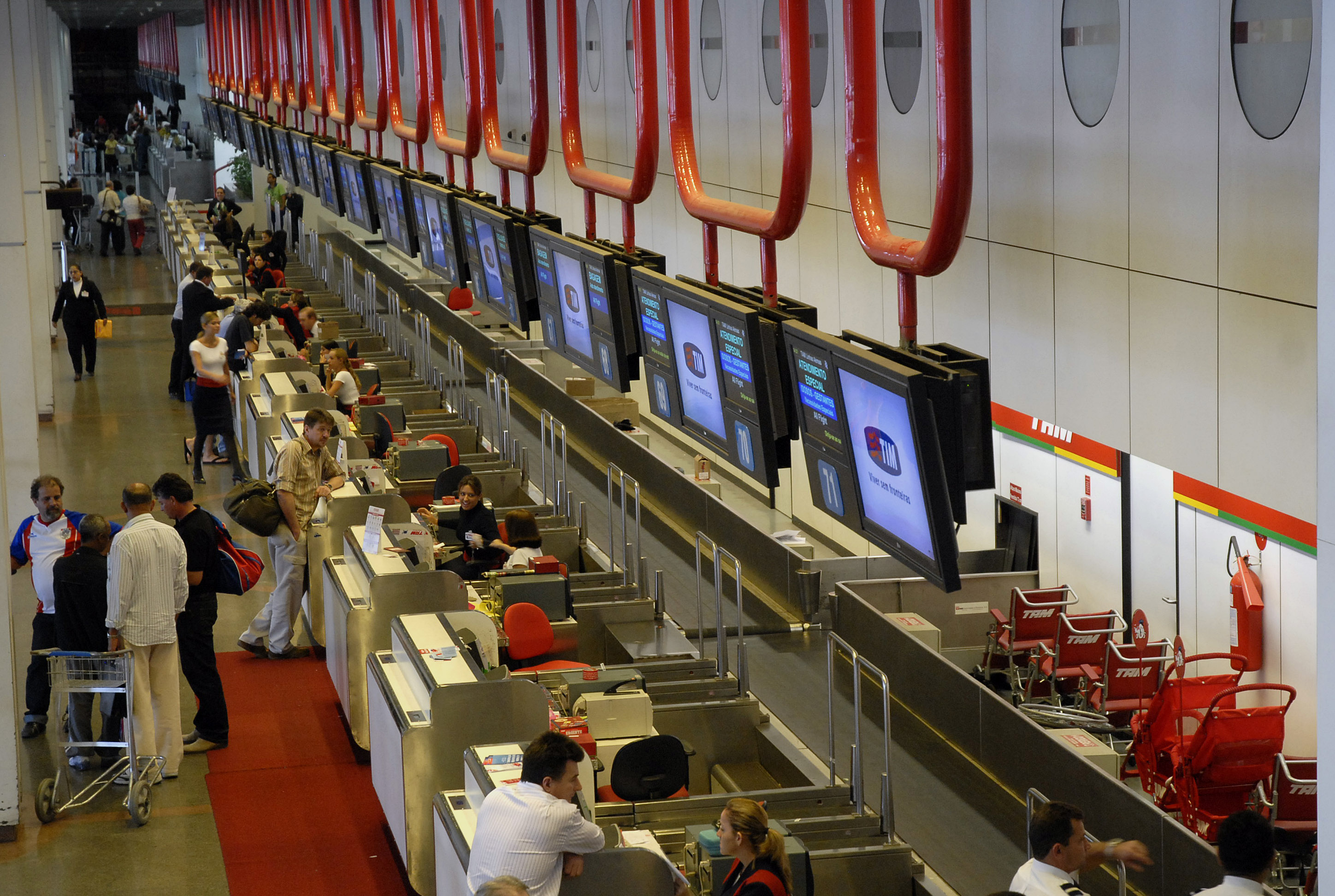
Аэропорт Бразилиа

Аэропорт Бразилиа был только на проекте, когда президент Жуселину Кубичек приземлился в первый раз в Центральном Плато (Planalto Central) в 1956 году. Однако, в то время уже существовал аэропорт Вера Круз (Vera Cruz). Построенный в 1955 году к тому времени Лейтенант-губернатором штата Гояс Бернарду Саяном (Bernardo Sayão), по требованию председателя маршала Жозе Пессоа (José Pessoa), аэропорт принял 2 октября того же года первую команду для построения новой столицы.
Аэропорт Вера Круз находился, где сегодня расположен терминал автобусов и поездов Бразилиа. У него была взлётно-посадочная полоса длиной 2700 метров и пассажирский терминал, который представлял собой лачугу, крытую пальмовыми листьями под названием «бурити». Название «Вера Круз» (Животворящий Крест по-португальски) было предложено Жозе Пессоа, в надежде окрестить новый город с этим именем.
Однако, Вера Круз являлся только временным аэропортом. Переход к окончательному проекту аэропорта был уже определён как приоритет, наряду со строительством жилого центра, исследовательской области, где были построены предприятия для батальона охраны, и второй временный аэропорт, который служил президенту и исследователям (пионерам) во время строительства новой столицы.
В ноябре 1956 года начались работы по очистке поверхности для заключительного строительства аэропорта. 2 апреля 1957 года аэропорт впервые принял президентский самолёт, турбовинтовой Vickers Viscount сделанный в Англии. 3 мая 1957 года произошло официальное открытие аэропорта. В том же году, была также открыта авиационная база ВВС развёртывания средств, которая работала в сотрудничестве с аэропортом Бразилиа.
Строительные работы аэропорта начались 6 ноября 1956 года. Они продолжались в течение более чем шести месяцев и потребовали освоения земли 1334 миллионов квадратных метров, 178 500 квадратных метров земляного укрепления, основных 40 900 м², покрытия 73 500 м², топографические услуги, расположение и выравнивание. Была разработана взлётно-посадочная полоса длиной 3300 м, которая первоначально занимала только 2400 м в длину и 45 м в ширину. Пассажирский терминал был построен в лесу и служил городу до 1971 года.
В 1990 году международный аэропорт Бразилиа начал получать свой существующий облик с двумя спутниками для отлёта и прибытия пассажиров. В 1992 году была открыта первая фаза, которая включила в себя строительство моста, для доступа к пассажирскому терминалу в общей сложности 11 726 м². В 1994 году был открыт циклический спутник. На второй стадии была отремонтирована основная часть пассажирского терминала, а также были добавлены девять трапов для посадки.
В аэропорту действует система SITIA, которая облегчила автоматизированный контроль различных операций в аэропорту. Бразилиа был первым аэропортом в Латинской Америке, в котором начала действовать эта система. Заключение третьей стадии работ предложило пассажирам, новый пирс, терминал международного прибытия, панорамную террасу и круглосуточный ресторан. Площадь аэропорта достигла области в 17 285 м², с установкой галереи с фонтанами, озеленением и местом для выставок. Архитектор Сержиу Парада (Sérgio Parada) придал аэропорту современный и динамичный дизайн.
2 августа 2010 года был открыт для движения терминал 2. Он расположен в прежнем терминале для гражданской авиации, первоначально построенном в 1988 году. Новый терминал был необходим из-за увеличивающейся пассажирской пропускной способности аэропорта Бразилиа.
Около аэропорта расположено управление воздушным движением под названием Cindacta I (Centro Integrado de Defesa Aérea e Controle de Tráfego Aéreo), управление воздушным движением Бразилии и центр ПВО, секция 1.

## Авиалинии и направления

### Пассажирский терминал 1
| Авиалинии         | Назначения |
| ----------------- | --- |
| Gol               | Аракажу, Белен, Белу-Оризонти, Боа-Виста, Кампинас, Куяба, Куритиба, Кампина-Гранди, Флорианополис, Форталеза, Фос-ду-Игуасу, Гояния, Императрис, Макапа, Манаус, Мараба, Масейо, Натал, Палмас, Порту-Алегри, Порту-Велью, Ресифи, Риу-Бранку, Рио-де-Жанейро, Салвадор, Сан-Луис, Сан-Паулу, Терезина, Витория, Аруба, Кюрасао, Росарио                                                              |
| TRIP              | Алтамира, Арагуаина, Белен, Белу-Оризонти (Карлос Друммонд де Андраде), Каражас, Итайтуба, Манаус, Паринтинс, Сантарен, Тукуруи, Убераба, Уберландия. |
| TAM               | Аракажу, Белен, Белу-Оризонти, Боа-Виста, Кампинас, Кампу-Гранди, Корумба, Крисиума, Куяба, Куритиба, Флорианополис, Форталеза, Фос-ду-Игуасу, Гояния, Императрис, Жуан-Песоа, Макапа, Масейо, Манаус, Мараба, Майами (с 1 декабря), Натал, Палмас, Петролина, Порту-Алегри, Порту-Велью, Ресифи, Риу-Бранку, Рио-де-Жанейро, Салвадор, Сан-Жозе-ду-Риу-Прету, Сан-Луис, Сан-Паулу, Терезина, Витория, |
| Varig             | Белу-Оризонти, Форталеза, Манаус, Порту-Алегри, Ресифи, Рио-де-Жанейро, Салвадор, Сан-Паулу |
| Avianca Brasil    | Аракажу, Белу-Оризонти, Кампу-Гранди, Шапеко, Куяба, Флорианополис, Форталеза, Жуазейру-ду-Норти, Порту-Велью, Порту-Алегри, Рио-де-Жанейро (Сантос-Дюмон и Рио-де-Жанейро/Галеан), Салвадор, Сан-Паулу |
| PASSAREDO         | Баррейрас, Франка, Рибейран-Прету, Салвадор, Витория-да-Конкиста, Белу-Оризонти, Куритиба, Сан-Жозе-ду-Риу-Прету, Сан-Паулу |
| SETE              | Конфреза, Гояния, Гурупи, Минасу, Сан-Фелис-ду-Арагуая, Сантана-ду-Арагуая, Консейсан-ду-Арагуая, Реденсан, Ориландия-ду-Норти, Сан-Фелис-ду-Шингу, Парауапебас, Мараба, Белен |
| WebJet            | Куритиба, Форталеза, Порту-Алегри, Ресифи, Рио-де-Жанейро, Салвадор, Натал, Сан-Паулу, Белу-Оризонти |
| American Airlines | Майами (с 20 ноября) |
| Delta Air Lines   | Атланта |
| Lan Perú          | Лима |
| TAP Portugal      | Лиссабон |
| TACA Perú         | Лима (с 16 декабря 2010) |

### Пассажирский терминал 2
| Авиалинии | Назначения                                           |
| --------- | ---------------------------------------------------- |
| Azul      | Виракопус/Кампинас                                   |
| Pantanal  | Сан-Паулу, Порту-Алегри, Куритиба, Ресифи и Салвадор |

### Компании, которые привязаны к аэропорту Бразилиа «совместными рейсами» (Code Share)
| Авиалинии       | Назначения |
| --------------- | --- |
| TRIP            | Алта-Флореста, Белен, Каскавел, Куяба, Куритиба, Жи-Парана, Лондрина, Манаус, Паринтинс, Порту-Тромбетас, Порту-Велью, Сантарен, Синоп, Сан-Габриел-да-Кашуэйра, Вильена. |
| British Midland | Сан-Паулу (штат) (кодовое деление TAM) |
| Iberia          | Рио-де-Жанейро, Сан-Паулу (кодовое деление Gol) |
| Air France      | Рио-де-Жанейро, Сан-Паулу (кодовое деление Gol) |
| KLM             | Сан-Паулу (кодовое деление Gol) |
| Lufthansa       | Сан-Паулу (кодовое деление TAM) |

### Предположительные рейсы и авиакомпании в аэропорту Бразилиа
| Авиалинии             | Назначения                                         |
| --------------------- | -------------------------------------------------- |
| Pluna                 | Монтевидео, Буэнос-Айрес (планируется в 2010 году) |
| Aerolineas Argentinas | Буэнос-Айрес (планируется в 2010 году)             |
| LAN Argentina         | Буэнос-Айрес (планируется в 2010 году)             |

## Авиапроисшествия и инциденты
27 сентября 1961 года — Sud Aviation SE-210 Caravelle III (борт PP-VJD) компании VARIG выполнял пассажирский рейс 592 из Рио-де-Жанейро в Бразилиа, когда при заходе на посадку в левом двигателе возник пожар, который однако находился под контролем. Данный отказ, вероятно, нарушил работу экипажа, командир которого к тому же имел малый опыт налёта, так как касание полосы произошло сперва передней опорой шасси, которая разрушилась. Машина заскользила по бетону, а после остановки загорелась. Из находившихся на борту 63 пассажиров и 8 членов экипажа в ходе эвакуации была ранена стюардесса (ожог руки), но никто не погиб. Среди пассажиров находилась группа политиков во главе с популярным Леонелом Бризола, что породило теории о саботаже. По имеющимся данным, это первое авиапроисшествие в истории новой столицы Бразилии

## Паркинг
В аэропорту имеется автопарковка на 3000 мест, которой управляет компания Aeropark.
Стоимость в сутки составляет 40 реал, стоимость в час составляет 5 реал.

## Будущие разработки
31 августа 2009 года Infraero представил план модернизации международного аэропорта Бразилиа, сосредоточившись на приготовлениях к чемпионату мира по футболу 2014 года, который будет проходить в Бразилии. Таким образом будут вложены инвестиции в:
- Расширение перрона и рулёжных дорожек. Стоимость 34.5. Завершение: апрель 2011 года.
- Реконструкция существующего пассажирского терминала. Стоимость 22.5. Завершение: ноябрь 2011 года.
- Расширение пассажирского терминала. Стоимость 439.0. Завершение: апрель 2013 года.
- Парковка. Стоимость 18.8. Завершение: апрель 2014 года.

## Галерея

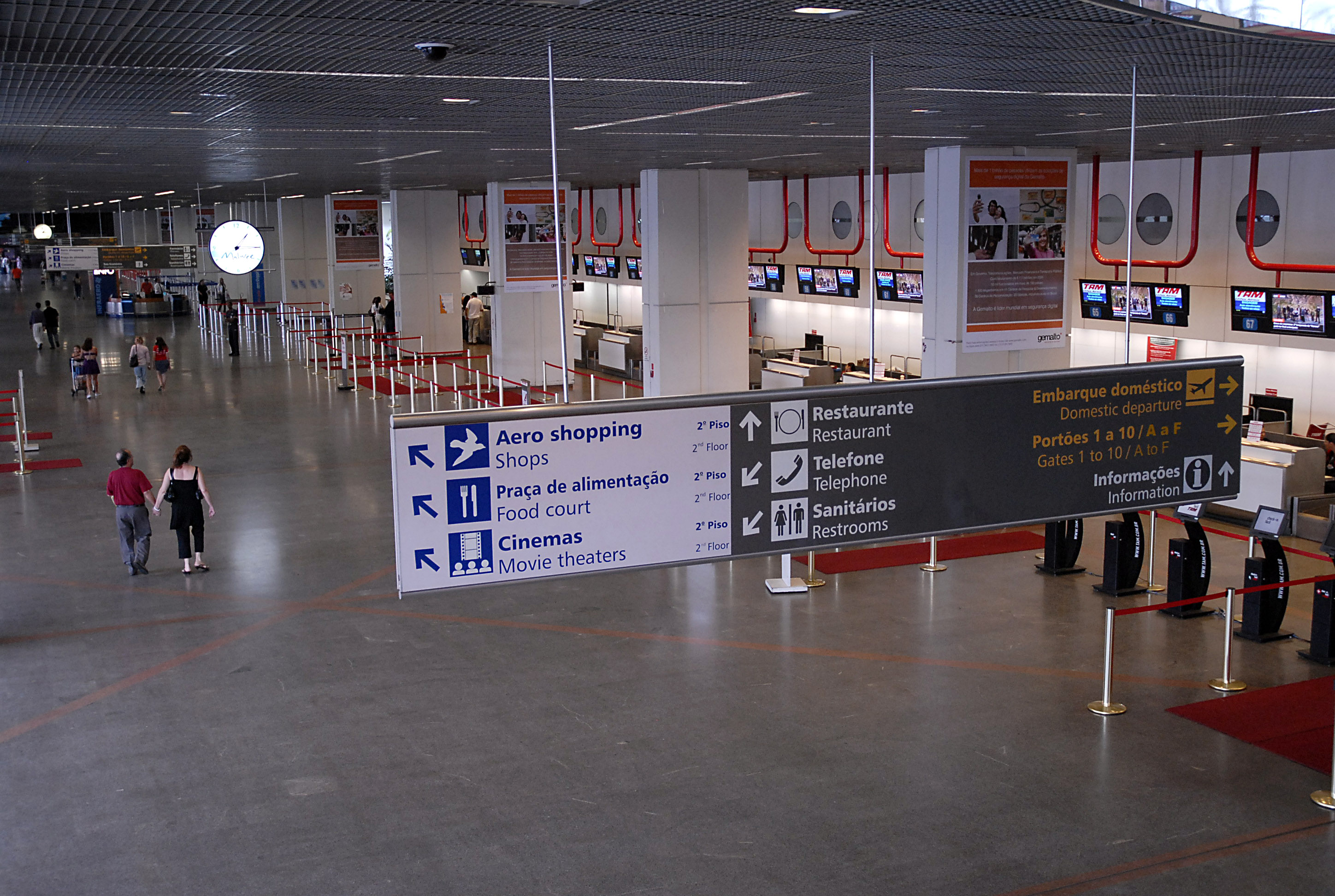
Международный аэропорт имени президента Жуселину Кубичек
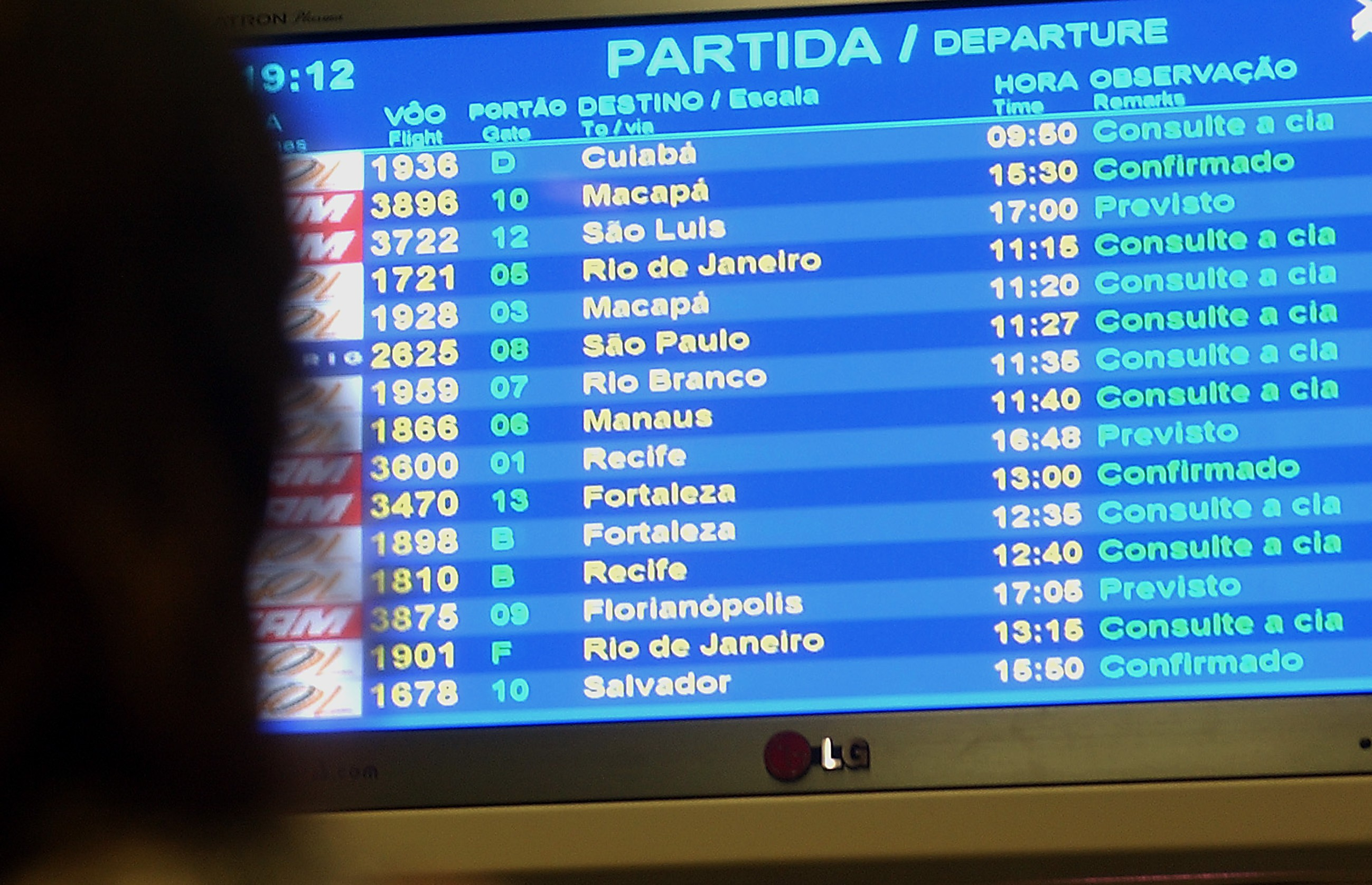
Табло аэропорта
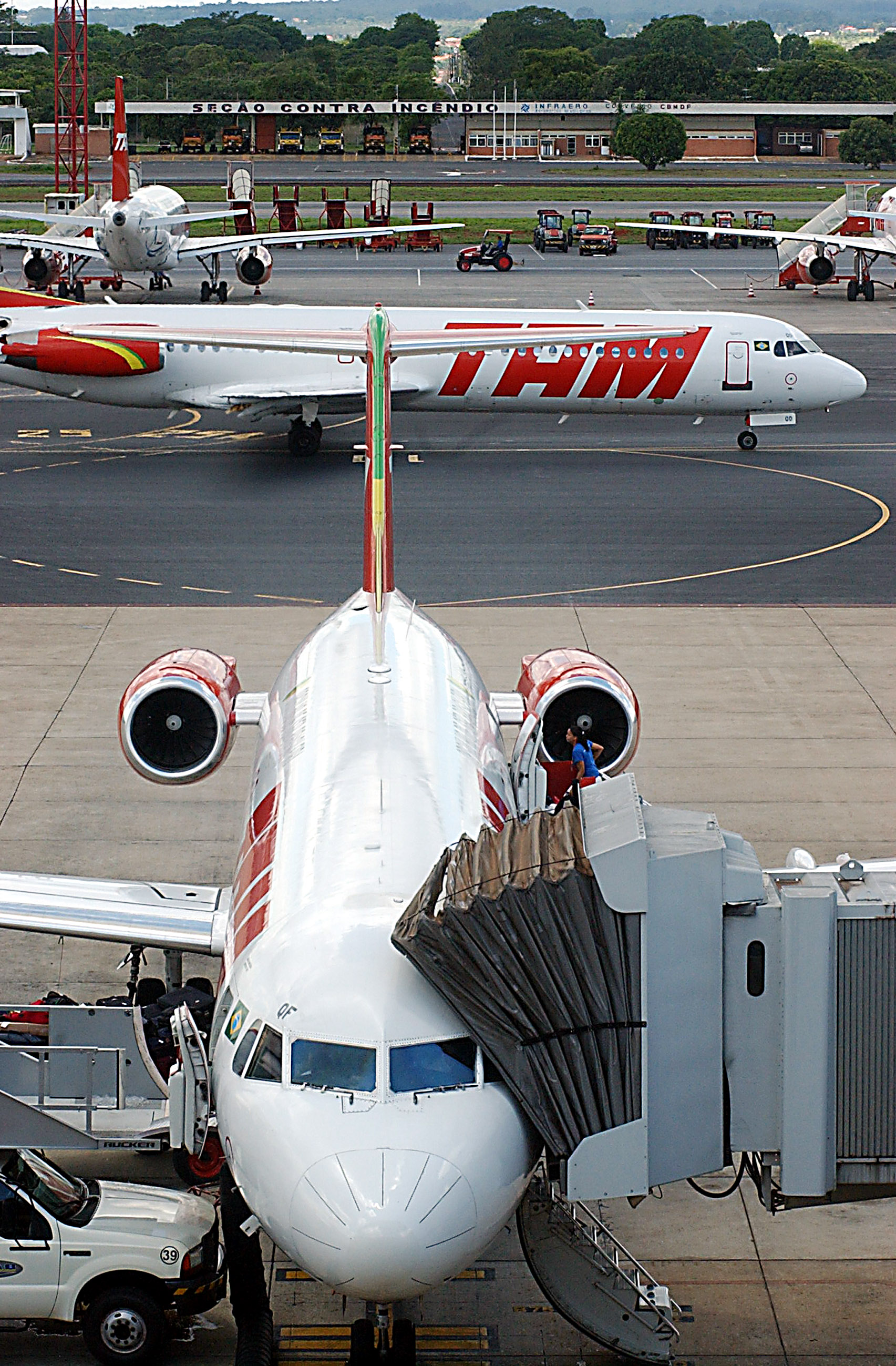
Терминал 2
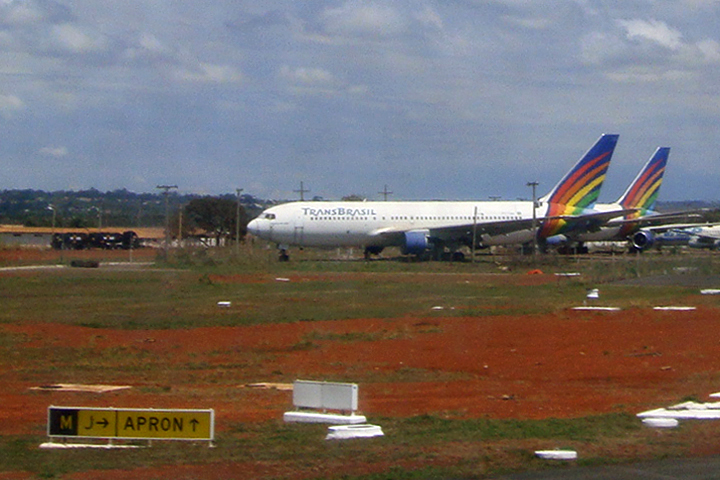
Самолёты авиакомпании Transbrasil в аэропорту Бразилиа